# Narol Miasto (gmina)
Narol Miasto – dawna gmina wiejska istniejąca w latach 1934–1954 w woj. lwowskim i rzeszowskim (dzisiejsze woj. podkarpackie). Siedzibą władz gminy był Narol (Miasto).
Wiejska gmina zbiorowa o charakterze jednostkowym Narol Miasto została utworzona 1 sierpnia 1934 roku w powiecie lubaczowskim w woj. lwowskim z dotychczasowej jednostkowej gminy wiejskiej Narol Miasto.
Pod okupacją niemiecką włączona do powiatu zamojskiego w dystrykcie lubelskim Generalnego Gubernatorstwa.
Po wojnie gmina znalazła się w powiecie lubaczowskim w nowo utworzonym woj. rzeszowskim. 1 lipca 1952 roku gmina nie była podzielona na gromady. Gmina została zniesiona 29 września 1954 roku wraz z reformą wprowadzającą gromady w miejsce gmin.
Jednostki nie przywrócono 1 stycznia 1973 roku po reaktywowaniu gmin, utworzono natomiast gminę Narol, składającą się z obszarów dawnych gmin Płazów, Lipsko i Narol Miasto.